# Bahnstrecke Cummings–Portland
| Streckenlänge: | 69,4 km              |                                                      |                                                      |
| Spurweite: | 1435 mm (Normalspur) |                                                      |                                                      |
| Zweigleisigkeit: | –                    |                                                      |                                                      |
| |                      |                                                      |                                                      |
| Gesellschaft: | PAR                  |                                                      |                                                      |
| \| \| \| Strecke von Wilmington MA \| \| \| \| 115,1 \| Cummings ME (ehem. South Berwick, Berwick Junction) \| Cummings ME (ehem. South Berwick, Berwick Junction) \| \| \| \| ehem. Strecke nach Agamenticus \| \| \| \| \| ehem. Strecke von Portsmouth NH \| \| \| \| 124,8 \| North Berwick ME \| North Berwick ME \| \| \| \| ehem. Strecke nach Portland \| \| \| \| ca. 131 \| Merriland ME \| Merriland ME \| \| \| 136,6 \| Wells ME (ehem. Wells Beach, Ogunquit) \| Wells ME (ehem. Wells Beach, Ogunquit) \| \| \| 139,1 \| Elms ME (ehem. The Elms) \| Elms ME (ehem. The Elms) \| \| \| \| ehem. Strecke von Kennebunkport \| \| \| \| 144,8 \| Kennebunk ME \| Kennebunk ME \| \| \| 148,4 \| Arundel ME \| Arundel ME \| \| \| ca. 155 \| West Biddeford ME \| West Biddeford ME \| \| \| \| Verbindungsgleis nach Saco East \| \| \| \| 159,5 \| Biddeford ME \| Biddeford ME \| \| \| \| Saco River \| \| \| \| 160,2 \| Saco/Biddeford ME (ehem. Saco) \| Saco/Biddeford ME (ehem. Saco) \| \| \| 164,7 \| Old Orchard Beach ME Temple Avenue \| Old Orchard Beach ME Temple Avenue \| \| \| \| ehem. Strecke von Camp Ellis \| \| \| \| 165,8 \| Old Orchard Beach ME Camp Ground \| Old Orchard Beach ME Camp Ground \| \| \| 166,8 \| Old Orchard Beach ME \| Old Orchard Beach ME \| \| \| 168,6 \| Surfside ME \| Surfside ME \| \| \| 169,5 \| Grand Beach ME \| Grand Beach ME \| \| \| 170,8 \| Pine Point ME (ehem. Pine Point Beach, Blue Point) \| Pine Point ME (ehem. Pine Point Beach, Blue Point) \| \| \| 174,9 \| Scarboro Beach ME (ehem. Scarboro) \| Scarboro Beach ME (ehem. Scarboro) \| \| \| 178,3 \| Scarboro Crossing (ehem. Rigby, Pleasant Hill) \| Scarboro Crossing (ehem. Rigby, Pleasant Hill) \| \| \| \| Verbindungsgleis nach South Portland \| \| \| \| \| ehem. Strecke Portland–Portsmouth \| \| \| \| \| Verbindungsgleise nach South Portland und Portsmouth \| \| \| \| ca. 179 \| Rigby ME Yard (Güterbahnhof) \| Rigby ME Yard (Güterbahnhof) \| \| \| ca. 182 \| Rolling Mills ME \| Rolling Mills ME \| \| \| ca. 183 \| Ligonia ME \| Ligonia ME \| \| \| \| Fore River \| \| \| \| \| Verbindungsgleis nach Rockland \| \| \| \| ca. 184 \| Boston&Maine Junction (bis 1888) \| Boston&Maine Junction (bis 1888) \| \| \| \| Strecke von Rockland \| \| \| \| \| Strecke von Portsmouth \| \| \| \| 184,5 \| Portland ME Commercial Street \| Portland ME Commercial Street \| \| \| \| Verbindungsgleis zur GTR \| \| |                      |                                                      |                                                      |
| Strecke |                      | Strecke von Wilmington MA                            | Strecke von Wilmington MA                            |
| ehemaliger Bahnhof | 115,1                | Cummings ME (ehem. South Berwick, Berwick Junction)  | Cummings ME (ehem. South Berwick, Berwick Junction)  |
| Abzweig geradeaus und ehemals nach rechts |                      | ehem. Strecke nach Agamenticus                       | ehem. Strecke nach Agamenticus                       |
| Abzweig geradeaus und ehemals von rechts |                      | ehem. Strecke von Portsmouth NH                      | ehem. Strecke von Portsmouth NH                      |
| Dienststation / Betriebs- oder Güterbahnhof | 124,8                | North Berwick ME                                     | North Berwick ME                                     |
| Abzweig geradeaus und ehemals nach links |                      | ehem. Strecke nach Portland                          | ehem. Strecke nach Portland                          |
| ehemaliger Haltepunkt / Haltestelle | ca. 131              | Merriland ME                                         | Merriland ME                                         |
| Bahnhof | 136,6                | Wells ME (ehem. Wells Beach, Ogunquit)               | Wells ME (ehem. Wells Beach, Ogunquit)               |
| ehemaliger Haltepunkt / Haltestelle | 139,1                | Elms ME (ehem. The Elms)                             | Elms ME (ehem. The Elms)                             |
| Abzweig geradeaus und ehemals von rechts |                      | ehem. Strecke von Kennebunkport                      | ehem. Strecke von Kennebunkport                      |
| Dienststation / Betriebs- oder Güterbahnhof | 144,8                | Kennebunk ME                                         | Kennebunk ME                                         |
| ehemaliger Haltepunkt / Haltestelle | 148,4                | Arundel ME                                           | Arundel ME                                           |
| ehemaliger Haltepunkt / Haltestelle | ca. 155              | West Biddeford ME                                    | West Biddeford ME                                    |
| Abzweig geradeaus und nach links |                      | Verbindungsgleis nach Saco East                      | Verbindungsgleis nach Saco East                      |
| ehemaliger Bahnhof | 159,5                | Biddeford ME                                         | Biddeford ME                                         |
| Brücke über Wasserlauf |                      | Saco River                                           | Saco River                                           |
| Bahnhof | 160,2                | Saco/Biddeford ME (ehem. Saco)                       | Saco/Biddeford ME (ehem. Saco)                       |
| ehemaliger Haltepunkt / Haltestelle | 164,7                | Old Orchard Beach ME Temple Avenue                   | Old Orchard Beach ME Temple Avenue                   |
| Abzweig geradeaus und ehemals von rechts |                      | ehem. Strecke von Camp Ellis                         | ehem. Strecke von Camp Ellis                         |
| ehemaliger Haltepunkt / Haltestelle | 165,8                | Old Orchard Beach ME Camp Ground                     | Old Orchard Beach ME Camp Ground                     |
| Bahnhof | 166,8                | Old Orchard Beach ME                                 | Old Orchard Beach ME                                 |
| ehemaliger Haltepunkt / Haltestelle | 168,6                | Surfside ME                                          | Surfside ME                                          |
| ehemaliger Haltepunkt / Haltestelle | 169,5                | Grand Beach ME                                       | Grand Beach ME                                       |
| Dienststation / Betriebs- oder Güterbahnhof | 170,8                | Pine Point ME (ehem. Pine Point Beach, Blue Point)   | Pine Point ME (ehem. Pine Point Beach, Blue Point)   |
| Dienststation / Betriebs- oder Güterbahnhof | 174,9                | Scarboro Beach ME (ehem. Scarboro)                   | Scarboro Beach ME (ehem. Scarboro)                   |
| ehemaliger Haltepunkt / Haltestelle | 178,3                | Scarboro Crossing (ehem. Rigby, Pleasant Hill)       | Scarboro Crossing (ehem. Rigby, Pleasant Hill)       |
| Abzweig geradeaus und nach rechts |                      | Verbindungsgleis nach South Portland                 | Verbindungsgleis nach South Portland                 |
| Kreuzung (Querstrecke außer Betrieb) |                      | ehem. Strecke Portland–Portsmouth                    | ehem. Strecke Portland–Portsmouth                    |
| Abzweig geradeaus, von rechts und ehemals von links |                      | Verbindungsgleise nach South Portland und Portsmouth | Verbindungsgleise nach South Portland und Portsmouth |
| Dienststation / Betriebs- oder Güterbahnhof | ca. 179              | Rigby ME Yard (Güterbahnhof)                         | Rigby ME Yard (Güterbahnhof)                         |
| ehemaliger Haltepunkt / Haltestelle | ca. 182              | Rolling Mills ME                                     | Rolling Mills ME                                     |
| ehemaliger Haltepunkt / Haltestelle | ca. 183              | Ligonia ME                                           | Ligonia ME                                           |
| Brücke über Wasserlauf |                      | Fore River                                           | Fore River                                           |
| Abzweig geradeaus und nach links |                      | Verbindungsgleis nach Rockland                       | Verbindungsgleis nach Rockland                       |
| ehemaliger Haltepunkt / Haltestelle | ca. 184              | Boston&Maine Junction (bis 1888)                     | Boston&Maine Junction (bis 1888)                     |
| Abzweig geradeaus und von links |                      | Strecke von Rockland                                 | Strecke von Rockland                                 |
| Abzweig geradeaus und ehemals von rechts |                      | Strecke von Portsmouth                               | Strecke von Portsmouth                               |
| Betriebs-/Güterbahnhof Strecke ab hier außer Betrieb | 184,5                | Portland ME Commercial Street                        | Portland ME Commercial Street                        |
| Strecke (außer Betrieb) |                      | Verbindungsgleis zur GTR                             | Verbindungsgleis zur GTR                             |

Die Bahnstrecke Cummings–Portland ist eine Eisenbahnstrecke in Maine (Vereinigte Staaten). Sie ist 69,4 Kilometer lang und verbindet die Strecke von Boston mit der Stadt Portland. Die normalspurige Strecke ist noch vollständig in Betrieb. Den Güterverkehr führen die Pan Am Railways durch, denen auch die Strecke gehört. Den Personenverkehr betreibt die Amtrak.

## Geschichte
Bereits seit 1842 hatte die Portland, Saco and Portsmouth Railroad (PSPR) eine Eisenbahnstrecke von der Hauptstrecke der Boston and Maine Railroad nach Portland betrieben. Die Boston&Maine hatte, gemeinsam mit der Eastern Railroad, diese Strecke gepachtet. Da man sich über Zahlungen jedoch nicht einig werden konnte, wurde der Pachtvertrag 1870 aufgelöst, und die Boston&Maine plante, eine eigene Strecke parallel zur bestehenden zu bauen, die jedoch die aufstrebenden Küstenorte besser erschließen sollte. Die neue Strecke zweigte in South Berwick (bis 1879 Berwick Junction, heute Cummings) von der bestehenden Bahn ab und führt über Kennebunk, Biddeford und Old Orchard Beach nach Portland, wo sie in den Endbahnhof Commercial Street einfährt, den auch die alte Strecke benutzte. 1873 wurde die neue Strecke zunächst eingleisig eröffnet. Der Abschnitt der alten Hauptstrecke östlich von South Berwick bis an die PSPR wurde wenige Jahre später stillgelegt.
Ab 1888 fuhren die Reisezüge der Boston&Maine in den neuen Hauptbahnhof von Portland ein, der Bahnhof Commercial Street diente nur noch einigen lokalen Zügen auf der alten Hauptstrecke als Endbahnhof und wurde 1894 als Personenbahnhof ganz geschlossen. Ab diesem Zeitpunkt benutzten auch die Personenzüge, die über die alte Hauptstrecke verkehrten, die Strecke Cummings–Portland zwischen Rigby und Portland mit. Als 1916 die alte Strecke zwischen South Portland und Commercial Street unterbrochen wurde, leitete man schließlich auch die Güterzüge über die Strecke. Nördlich des Kreuzungsbahnhofs Rigby war 1913 ein großer Güterbahnhof eröffnet worden, der noch heute in Betrieb ist. Er ersetzte weitgehend die Anlagen an der Commercial Street, die nun nur noch als Abstellbahnhof gebraucht wurden.
In dieser Zeit verkehrten werktags sieben und sonntags fünf Reisezugpaare über die Strecke, darunter bekannte Expresszüge wie der Gull (Boston–Halifax) und der State of Maine (New York City–Portland).
In den 1910er Jahren wurde die Strecke weitgehend zweigleisig ausgebaut, lediglich der Abschnitt North Berwick–Kennebunk blieb noch bis 1944 eingleisig. In diesem Jahr wurde die alte parallel verlaufende Hauptstrecke stillgelegt und alle Züge fuhren nun zwischen North Berwick und Portland über die Strecke Cummings–Portland. Das führte zu einem Anstieg der Zugzahlen, sodass 1945 beispielsweise neun Reisezugpaare an Werktagen und sechs Zugpaare an Sonntagen über die Strecke verkehrten. Das Passagieraufkommen ging jedoch nach Ende des Zweiten Weltkriegs sehr schnell zurück und 1965 stellte die Boston&Maine den Personenverkehr schließlich auf der Gesamtstrecke ein.
Mit dem starken Rückgang der Beförderungszahlen sowie der Entwicklung neuer Sicherungstechniken konnte schon bald wieder auf das zweite Gleis verzichtet werden und die Strecke ist heute wieder fast vollständig eingleisig. Begegnungsabschnitte gibt es bei Wells sowie zwischen Saco und Old Orchard Beach. Zwischen Scarboro Beach und Portland blieb das zweite Gleis in Betrieb. Nach der Pleite der Boston&Maine übernahm die Guilford Transportation 1983 den Betrieb der Strecke, die seit 2006 unter dem Namen Pan Am Railways firmiert.
Seit dem 15. Dezember 2001 gibt es auf der Strecke Cummings–Portland wieder fahrplanmäßigen Personenverkehr. Die Amtrak befährt die Strecke mit ihrem Expresszug Downeaster derzeit fünfmal täglich.

## Streckenbeschreibung
Die Strecke zweigt direkt östlich der Staatsgrenze nach New Hampshire in Berwick von der Bahnstrecke Wilmington–Agamenticus ab und verläuft nach Nordosten, während die alte Hauptstrecke nach Osten abbiegt. Obwohl diese Verbindung schon 1879 stillgelegt wurde, ist der Streckenverlauf immer noch gut zu erkennen. Nach knapp zehn Kilometern trifft die Strecke auf die alte Hauptstrecke der Portland, Saco and Portsmouth Railroad (PSPR), die hier niveaugleich überquert wurde. Bis zur Übernahme der Eastern Railroad durch die Boston&Maine 1883 gab es keine Gleisverbindung zwischen den Strecken. 
Hier biegt die Strecke nach Osten ab und führt ab Wells wieder nach Nordosten. Nach dem ehemaligen Bahnhof Arundel biegt die Trasse nach Norden und erreicht in Biddeford wieder die alte PSPR-Hauptstrecke. In Sichtweite zu dieser verläuft die Strecke nun weiter nordostwärts. Irgendwann wurde ein Verbindungsgleis errichtet, das in Höhe Alford Road abzweigt und noch heute als Zufahrt zum Saco Industry Park benutzt wird. Kurz vor der Überquerung des Saco River biegt die Strecke erneut in Richtung Osten ab und führt durch Saco nach Old Orchard Beach, wo sie auf die Atlantikküste trifft. Entlang dieser verläuft die Trasse nordostwärts, bis sie bei Scarboro wieder nach Norden biegt und kurz darauf erneut die alte PSPR-Strecke niveaugleich kreuzt.
Direkt nördlich der Kreuzung, die heute nur noch ein Gleisdreieck ist, beginnt die breite Anlage des Güterbahnhofs Rigby. Kurz danach biegt die Strecke nach Nordosten ab und überquert den Fore River, der die Stadtgrenze von Portland markiert. Entlang des Flusses verläuft die Strecke nun bis zum Bahnhof Commercial Street, wo sie auf die Bahnstrecke Portland–Rockland sowie erneut die alte Hauptstrecke der PSPR trifft.